# قانون المجتمعات المستدامة وحماية المناخ (2008)
يُعرَف قانون المجتمعات المستدامة وحماية المناخ باسم مشروع مجلس الشيوخ رقم 375، وهو عبارة عن قانون أُقِرَّ في ولاية كاليفورنيا الأمريكية بهدف إيجاد حل لمشكلة الغازات الدفيئة المنبعثة في الجو. تشكل المركبات الخاصة أو السيارات المصدر الأكبر لانطلاق تلك الغازات في الجو على مستوى الولاية، إذ تبلغ نسبتها ما يقارب 30% من مجمل الغازات المنبعثة، ولهذا يقوم مجلس شيوخ الولاية بتقديم الدعم لتحقيق مساعي القوانين التي تعالج مشكلة الاحتباس الحراري.
يوجه مجلس شيوخ ولاية كاليفورنيا مجلس إدارة موارد الهواء في كاليفورنيا لوضع أهداف إقليمية للحد من الغازات المنطلقة من السيارات. تسعى منظمة تخطيط العاصمة كذلك إلى وضع «إستراتيجية المجتمعات المستدامة» لكل منطقة؛ إذ تساعد هذه الإستراتيجيات في دمج سياسات النقل واستخدام الأراضي للسكن والزراعة بهدف التقليل من انطلاق الغازات في هذه المنطقة.
صرّح حاكم الولاية آنذاك أرنولد شوارزنيجر في بيان صحفي في اليوم الذي وقع فيه على مشروع القانون لإقراره: «ما سيعنيه ذلك هو وجود مجتمعات أكثر صداقة للبيئة، وتطورات أكثر استدامة، وقضاء وقت أقل في السيارات، وخيارات نقل وأحياء بديلة أخرى يمكننا أن ننقلها بفخر وأمان إلى الأجيال القادمة».

## نبذة

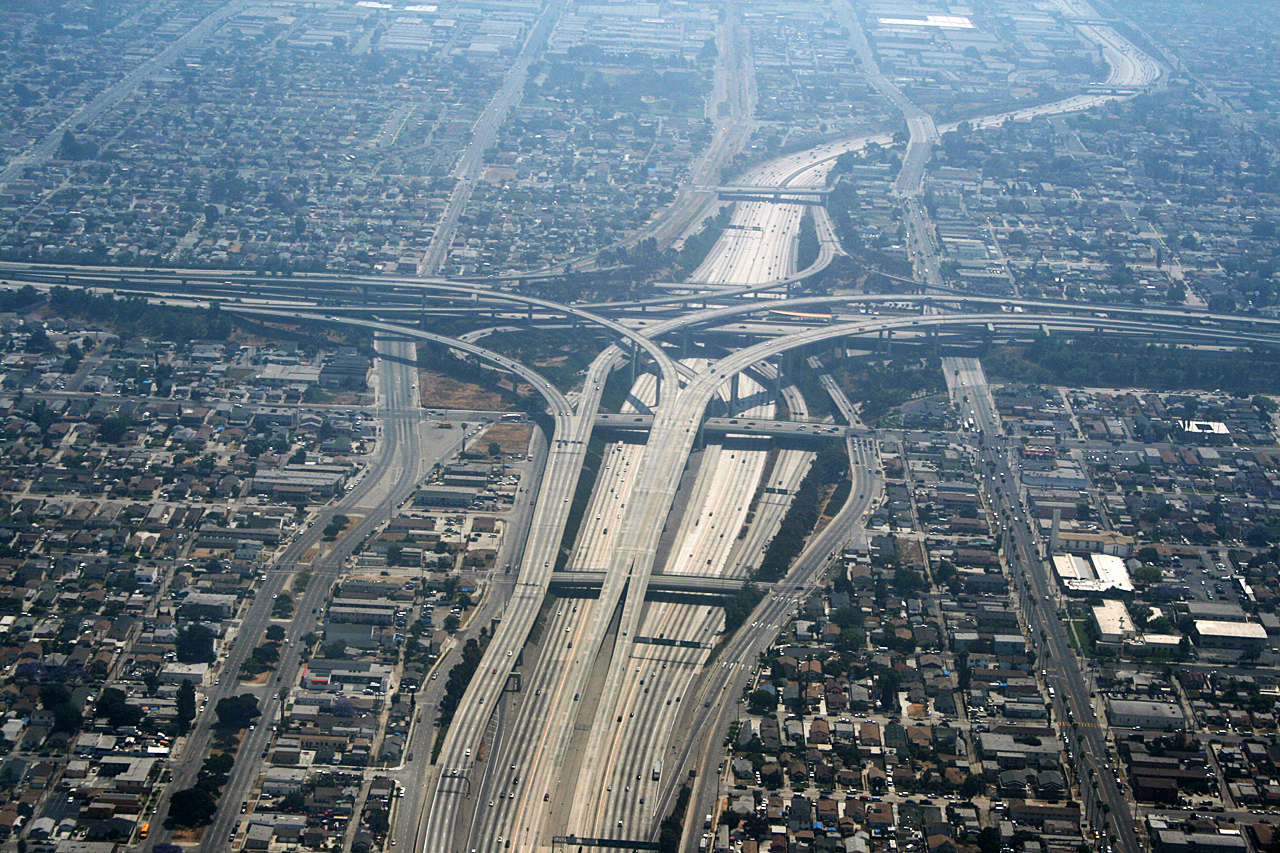
يسعى قانون المجتمعات المستدامة وحماية المناخ إلى خفض انبعاث الغازات الدفيئة (ولا سيما تلك الصادرة عن العربات) في جميع أنحاء ولاية كاليفورنيا.

قُدِّمَ مشروع قانون مجلس شيوخ ولاية كاليفورنيا رقم 375 بهدف تلبية المعايير البيئية المنصوص عليها في قانون حلول الاحتباس الحراري لعام 2006. توفرت منذ تنفيذه في ذلك العام تسهيلات لتطبيق برنامج الحد الأقصى والتجارة عام 2010؛ الذي وضع بدوره حدًا أعلى لمستويات الغازات الدفيئة المنبعثة في ولاية كاليفورنيا. ساهم هذا القانون في تحقيق أهدافه الأولية المتمثلة في الحد من تغير المناخ من خلال تطبيق برامج تضع حدًا لانطلاق الغازات الدفيئة من مصادر مختلفة في الولاية. يفترض قانون الاحتباس الحراري أن كمية الغازات المنبعثة في الجو في عام 2020 في ولاية كاليفورنيا ستكون مماثلة للكمية التي كانت عليها في عام 1990، أي ما يحقق انخفاضًا بنسبة 25% من المستويات الحالية المنطلقة في هواء الولاية. توضح هذه الخطة طبيعة الإجراءات والإستراتيجيات الواجب اتباعها في سبيل تخفيض كمية الغازات المنبعثة ومدى تأثير ذلك في الوصول إلى النتائج المطلوبة. بالإضافة إلى ذلك، يساهم هذا القانون في تحديد مستويات انطلاق الغازات ووضع حدود ممكنة، إضافة إلى اعتماد نظام يستدعي الإبلاغ الإلزامي عن تدابير الانبعاثات هذه.
تتمثل العناصر الأساسية في سياسة قانون الاحتباس الحراري في إنشاء مشروع الحد الأقصى للتجارة، زيادة كفاءة استهلاك الوقود في المركبات وتقليل محتوى الكربون في الوقود، وتشجيع الناس في مختلف المجتمعات على استخدام الطاقة بشكل فعال أكثر. ولتحقيق هذه الأهداف، يهدف مجلس الشيوخ إلى تقليل كمية الكربون الموجودة في الوقود، وتقليل المسافات في رحلات المركبات. يعد قانون مجلس الشيوخ 375 أول قانون على الإطلاق في البلاد يربط ظاهرة الاحتباس الحراري مع تنظيم استخدام الأراضي والنقل. تُعالج هذه الأمور من خلال المتابعة الدقيقة لمستويات الغازات الناتجة عن المركبات، إضافةً إلى تعديل مخصصات التخطيط للإسكان والنقل الإقليميين، من أجل إنشاء أفكار وطرق جديدة تساهم في التقليل من استخدام الناس لسياراتهم. تهتم منظمات تخطيط المدن داخل كاليفورنيا بتنفيذ هذه الإجراءات من أجل تعديل الأنماط وتحفيز إعادة هيكلة الخطط التي تسهم في تقليل انبعاث الغازات الدفيئة.
طًبِّق قانون مجلس الشيوخ بتاريخ 1 يناير عام 2009، مع إجراء اثني عشر تعديلًا من مجموعات مختلفة. بدأت الولايات الحازمة بتطبيق هذه التعديلات أولًا. يهتم قانون مجلس الشيوخ 375 بوقت السفر الذي يستغرقه السائق؛ إذ يركز على العلاقة بين تطوير أنظمة النقل والأرض ومدى تأثير ذلك على الفترة الزمنية التي يقضيها الناس في القيادة، فالهدف من هذا القانون هو توجيه كل منطقة من مناطق الولاية لتبني المزيد من الاستثمارات طويلة الأمد مثل تقصير المسافة التي يقضيها السكان في القيادة، وما يترتب على ذلك من تقليل تلوث الهواء الناجم عن السيارات. تتولى لجان التخطيط الإقليمية المتعددة والهيئات الحكومية المحلية وكذلك المجموعات البيئية الموجودة في الولاية مهمة تطبيق وتنفيذ قانون مجلس الشيوخ 375.

## وصلات خارجية
- برنامج التغير المناخي لمجلس موارد هواء كاليفورنيا (بالإنجليزية)